# العلاقات البوسنية الإسواتينية
العلاقات البوسنية الإسواتينية هي العلاقات الثنائية التي تجمع بين البوسنة والهرسك وإسواتيني.

## مقارنة بين البلدين
هذه مقارنة عامة ومرجعية للدولتين:
| وجه المقارنة                                              | البوسنة والهرسك                                             | إسواتيني                                   |
| --------------------------------------------------------- | ----------------------------------------------------------- | ------------------------------------------ |
| المساحة (كم2)                                             | 51.20 ألف                                                   | 17.36 ألف                                  |
| عدد السكان (نسمة)                                         | 3.51 مليون                                                  | 1.37 مليون                                 |
| الكثافة السكانية (ن./كم²)                                 | 68.55                                                       | 78.92                                      |
| العاصمة                                                   | سراييفو                                                     | لوبامبا، مبابان                            |
| اللغة الرسمية                                             | اللغة البوسنوية، اللغة الكرواتية، اللغة الصربية             | لغة إنجليزية، لغة سوازي                    |
| العملة                                                    | مارك بوسني                                                  | ليلانغيني سوازيلندي                        |
| الناتج المحلي الإجمالي (بليون دولار)                      | 18.17 مليار                                                 | 4.41 مليار                                 |
| الناتج المحلي الإجمالي (تعادل القوة الشرائية) بليون دولار | 41.35 مليار                                                 | 11.13 مليار                                |
| الناتج المحلي الإجمالي الاسمي للفرد دولار أمريكي          | 4.25 ألف                                                    | 3.20 ألف                                   |
| الناتج المحلي الإجمالي للفرد دولار أمريكي                 | 10.43 ألف                                                   | 8.29 ألف                                   |
| مؤشر التنمية البشرية                                      | 0.733                                                       | 0.531                                      |
| رمز المكالمات الدولي                                      | +387                                                        | +268                                       |
| رمز الإنترنت                                              | .ba                                                         | .sz                                        |
| المنطقة الزمنية                                           | توقيت وسط أوروبا، ت ع م+01:00، ت ع م+02:00، أوروبا/سراييفو ‏ | التوقيت القياسي لجنوب أفريقيا، ت ع م+02:00 |

## منظمات دولية مشتركة
يشترك البلدان في عضوية مجموعة من المنظمات الدولية، منها:
| علم المنظمة | اسم المنظمة                               | تاريخ انضمام البوسنة والهرسك | تاريخ انضمام إسواتيني |
| ----------- | ----------------------------------------- | ---------------------------- | --------------------- |
|             | مؤسسة التنمية الدولية                     | 25 فبراير 1993               | 22 سبتمبر 1969        |
|             | يونسكو                                    | 2 يونيو 1993                 | 25 يناير 1978         |
|             | وكالة ضمان الاستثمار متعدد الأطراف        | 19 مارس 1993                 | 18 أبريل 1990         |
|             | الأمم المتحدة                             | 22 مايو 1992                 | 24 سبتمبر 1968        |
|             | الاتحاد البريدي العالمي                   | ?                            | ?                     |
|             | البنك الدولي للإنشاء والتعمير             | 25 فبراير 1993               | 22 سبتمبر 1969        |
|             | الاتحاد الدولي للاتصالات                  | 20 أكتوبر 1992               | 11 نوفمبر 1970        |
|             | منظمة حظر الأسلحة الكيميائية              | ?                            | ?                     |
|             | مؤسسة التمويل الدولية                     | 25 فبراير 1993               | 22 سبتمبر 1969        |
|             | المركز الدولي لتسوية المنازعات الاستشارية | 13 يونيو 1997                | 14 يوليو 1971         |
|             | منظمة الشرطة الجنائية الدولية             | ?                            | ?                     |

## وصلات خارجية
- موقع وزارة الخارجية البوسنية